# Соллогуб Володимир Олександрович
Граф Володимир Олександрович Соллогу́б (8 (20) серпня 1813, Санкт-Петербург — 5 (17) червня 1882, Гамбург) — російський чиновник (таємний радник), прозаїк, драматург, поет і мемуарист з білоруського роду Соллогубів. Молодший брат дипломата Льва Соллогуба, дід князя А. А. Гагаріна.
Вирісши в аристократичній родині й отримавши домашню освіту, В. О. Соллогуб добре знав представників вищого світу і часто зображував їх у своїх творах. Першу популярність здобув як автор світських повістей, в яких створив галерею представників вищого світу пушкінського часу. Під впливом Гоголя в 1840-х роках поділяв художні принципи так званої натуральної школи. У більш пізній період своєї творчості Соллогуб головним чином працював у галузі драматургії, писав водевілі і лише наприкінці життя взявся за роман.
Оцінки творчості письменника сучасниками кардинально розходилися: одні вітали в ньому багатообіцяючий талант, інші висміювали його твори як дилетантські й наслідувальні. Сучасні літературознавці констатують, що світські повісті Соллогуба стали помітним явищем у російській літературі 1830-х і 1840-х років.

## Біографія

### Походження
|                                               |
|                                               |
| Олександр Іванович і Софія Іванівна Соллогуби |

Соллогуб походив з вельми багатої вищої аристократії, наближеної до двору. Його дід Ян Соллогуб, ад'ютант польського короля і великий литовський магнат, збільшив свій статок до 80 тисяч душ завдяки шлюбу з дочкою царського родича Л. О. Наришкіна. Олександр Соллогуб (1787—1843), батько письменника, досить швидко розтратив свою частку батьківського статку. Він мав придворний чин церемоніймейстера, але більше всього був відомий світському Петербургу як зразковий денді. Так, саме про нього говорить чорновий рядок I-ї глави «Євгенія Онєгіна» О. С. Пушкіна — «Гуляє вічний Соллогуб». Його любов до театру, музики і живопису позначилась на вихованні сина.
Матері письменника, Софії Іванівні (до шлюбу Архарова; 1791—1854), чинив милість імператор Олександр I, який любив подовгу розмовляти з нею. Саме їй, більш стриманій і серйозній, любительці російської словесності, були адресовані «Листи графині С. В. С. про російських поетів» П. О. Плетньова. Бабусею Соллогуба по матері була Катерина Олександрівна Архарова, «берегиня старомосковських традицій», а дідом — московський військовий губернатор В. П. Архаров. Таким чином, сім'я майбутнього письменника мала стосунок і до чиновно-придворного Петербургу, і до панської Москви з її патріархальним укладом. В дитинстві на Соллогуба вплинув сам факт зв'язку з родиною О. М. Оленіна, президента Академії мистецтв, який доводився двоюрідним братом Е. Архарової. Візити в його будинок познайомили юнака з рядом відомих письменників, таких як І. А. Крилов, М. І. Гнідич, О. С. Пушкін і Грибоєдов О. С.; саме тут він «почав поважати мистецтво».

### Дитинство і навчання в Дерпті
Навчання, якому батьки приділяли дуже велику увагу, Соллогуб спочатку проходив на дому. При цьому в число його викладачів входили П. А. Плетньов як учитель словесності і протоієрей В. С. Кочетов як законоучитель. Гувернером юного Соллогуба був Ернест Шарьєр, французький драматург, історик і поет, майбутній перекладач «Записок мисливця» Тургенєва І. С. на французьку. Він пробудив любов до літератури у майбутнього письменника. Зиму Володимир проводив здебільшого в Петербурзі, а влітку жив у Павловську. Перебування в обох містах дозволяло йому спілкуватися з однолітками, які належали до придворно-аристократичного кола. Володимир, незважаючи на те, що був, за відгуками сучасників, «тоді дуже негарним собою», виділявся своєю завзятістю й дотепністю і його часто кликали в гості, бо «умів оживляти і веселити». Серед розваг була участь у придворних виставах (а також в аматорських постановках і живих картинах, влаштовуваних його батьком, де останній також виступав актором і співаком). У 1819—1820 роках Соллогуб здійснив разом з батьками і братом Львом подорож у Париж. Влітку 1822 року хлопчик здійснив поїздку в маєток матері Нікольське Симбірської губернії, яка обернулася відкриттям нового для нього світу російської провінції. Керував маєтком у той час В. І. Григорович, батько Д. В. Григоровича, який спілкувався з письменником у 1840-1860-ті роки.
Отримавши, за даними Н. Якушина, прекрасну домашню освіту і бажаючи пов'язати своє подальше життя з дипломатичною кар'єрою, майбутній письменник у 1829 році вступив на філософський факультет Дерптського університету. Зважаючи на зниження матеріального стану сім'ї, побут Соллогуба-студента був доволі скромним, проте він не уникав студентських ігрищ, наслідуючи багато в чому поета М. М. Язикова, який також навчався колись у Дерпті. Тут Соллогуб спілкувався з В. А. Жуковським, родиною Карамзіних, особливо з Андрієм Карамзиним (в той час теж студентом), П. А. Вяземським, майбутніми хірургами М. І. Пироговим і Ф. І. Іноземцевим і юристами П. Г. Редкіним та П. Д. Калмиковим, В. Ф. Золотарьовим, Ю. Арнольдом. Соллогуб став завсідником ряду літературно-музичних салонів: ландрата К. Р. Ліпгардта, професора В. М. Перевощикова і І. П. Мойєра. Крім навчання граф займався музикою, творчістю, брав участь в аматорських виставах, «… як личить справжньому буршу, брагуючи, фехтуючи, волочачись за бюргерськими дочками».
Навчання і перебування в Дерпті залишили слід у долі поета, знайшовши відображення у низці творів (повісті «Двоє студентів», «Аптекарша» та оповідання «Незакінчені повісті») і вплинувши на майбутнє зближення з М. М. Язиковим. Місцем проведення літніх вакацій були обрані ті ж Петербург і Павловськ. Саме тут у 1831 році доля звела його з М. В. Гоголем, який на той момент був гувернером недоумкуватого графа В. О. Васильчикова, двоюрідного брата Соллогуба. У тому ж році майбутній письменник познайомився і з О. С. Пушкіним. Університет він закінчив у 1834 році лише «дійсним студентом» замість «кандидата». Причини цього сам Соллогуб вбачав у невдачі на іспитах і конфлікт з одним із професорів.

### Початок службової та літературної кар'єри

#### Служба
Після закінчення Дерптського університету Соллогубу присвоїли чин губернського секретаря. Спочатку він вступив на службу в Міністерство закордонних справ, де перебував на посаді аташе при російському посольстві у Відні. Однак через відсутність схильності до дипломатичної служби, він повернувся до Росії і 19 січня 1835 року почав кар'єру вже при Міністерстві внутрішніх справ як чиновник особливих доручень (при тверському губернаторі). Під час частих відряджень до провінції — Харків, Смоленськ, Вітебськ, Твер — основним завданням Соллогуба був опис губерній; поїздка у Твер, крім того, мала своєю метою розшук відомостей про розкольників.
На початку 1838 року Соллогуб присвятив свій час заняттям при канцелярії міністра. 19 квітня він отримав завдання скласти повний статистичний опис Симбірської губернії, який з перервою було завершено у вересні 1839 року і зберігається в Російському державному історичному архіві. 26 лютого 1839 року виконання завдання було перервано: Соллогубу доручили розслідувати незаконну вирубку державних лісів в Устюзькому і Весьєгонському повітах, з чим він справився до 12 квітня того ж року. Наприкінці травня відбулася поїздка в Устюжну, з якої письменник повернувся, найпевніше, в липні — серпні. 31 серпня 1839 року Соллогуба відрядили в Симбірську губернію; виїхав він у середині вересня. У листі Андрію Карамзіну Соллогуб охарактеризував цей період так: «Ось моє життя … велика дорога, по якій часто доводиться їздити у візку». Однак Соллогуб не залишав осторонь і світське, й літературне життя, в якому брав активну участь під час частого відвідування Петербурга. У суспільстві він славився своєю дотепністю, вважався прекрасним танцюристом; при цьому А. Я. Панаєва і Д. В. Григорович відзначали, що поведінка молодої людини в світі і серед літераторів відрізнялась.
В кінці 1839 року титулярного радника Соллогуба було подаровано придворним званням камер-юнкера. У 1840 році письменник одружився з Софією Михайлівною Вієльгорською, дочкою М. Ю. Вієльгорського. У 1842 році Соллогуб вже в чині колезького асесора зайняв посаду столоначальника в Державній канцелярії. У тому ж році перейменований в експедитора. Письменник не залишився осторонь, коли справа торкнулася турбот про звільнення А. В. Герцена з новгородського заслання. У 1843—1844 роках Соллогуб разом з родиною дружини здійснив поїздку до Європи (Німеччина, Париж, Ніцца). Перебування в Баден-Бадені (липень — серпень 1843 року) і Ніцці (осінь 1843 — зима 1844 року) ознаменувався спілкуванням з А. О. Смирновою-Россет і М. І. Гоголем. Останній після прочитання незавершеного варіанту «Тарантас» дав автору ряд літературних порад. Можливо, саме під впливом Гоголя Соллогуб приступив до переробки повісті.
Отримавши в 1845 році чин надвірного радника, а в 1848 році — колезького і вийшовши 30 січня 1849 року у відставку з невідомої причини, письменник переселився в село Нікольське, іноді буваючи в Москві.

### Служба на Кавказі і поїздки в Європу
7 листопада 1850 року Соллогуб повернувся на службу в Міністерство внутрішніх справ — на цей раз при наміснику кавказькому і генерал-губернаторі новоросійському князі М. С. Воронцові (в центральному статистичному комітеті). Прибуття на місце служби датоване лютим або березнем 1851 року. У 1852 році граф отримав чин статського радника. Під час перебування в Тифлісі Соллогуб взяв на себе організацію російського театру, розгорнувши активну співпрацю з газетою «Кавказ». В цей період він публікував етнографічні нариси (пізніше — цикл «Салалакське дозвілля») і вірші («Тифліська ніч», «Дышит город негой ночи…» та інші — 1854 рік). У 1854 році вийшли глави повісті «Іван Васильович на Кавказі», яка, судячи з усього, не була закінчена. У 1855 році Соллогуб з Е. А. Вердеревським випустили «закавказький альманах» «Зурна» зі своєю п'єсою «Ніч перед весіллям, або Грузія через тисячу років». Розбору альманаху він присвятив статтю «Кілька слів про початок кавказької словесності» (1855), де виступав за «справжнє просвітництво краю». У 1857 році Соллогуб опублікував етнографічну «Ніч у Духані. Драматичний нарис закавказької моралі». Активна громадська діяльність (що включала також організацію благодійних вечорів і вистав на ним же написані п'єси) допомогла стати письменникові в Тифлісі «центральною особою».
За дорученням Воронцова Соллогуб взявся за написання «Біографії ген. ‹П. С.› Котляревського», яку опублікував з присвятою своєму начальнику. Книгу було написано з опорою на документи; вона розповідала, серед іншого, про становище в Закавказзі під час Перського походу 1796 року, російсько-перської війни 1804—1813 років, а також Грузії в 1801 році, напередодні приєднання до Росії, і в пізніший час. У 1852—1853 рр. у Тифлісі під редакцією письменника було видано першу і другу книги «Записок Кавказького відділу Імператорського Російського географічного товариства»
На початок Кримської війни (1853—1856) Соллогуб відгукнувся патріотичної одою-симфонією «Росія перед ворогами» (яка закінчувалася гімном «Боже, царя храни…»), написаною спільно з Вердеревським і опублікованою в 1854 році, і солдатськими піснями, використовуваними як листівки. Особисті спостереження під час служби Соллогуб втілив у публіцистичних циклах «Кавказ у східному питанні, ще питання паризьким біографам Шаміля» (1855), «Рік воєнних дій за Кавказом» (1857).
Після того як на Кавказ був призначений новий намісник Н. Н. Муравйов (Карський), не прихильний до Соллогуба, останній з його волі повернувся в Петербург. Саме його запросили організувати свято при дворі, коли стало відомо про прибуття королеви Нідерландської. За два дні письменник склав втрачену п'єсу про Петра I і російський флот і зіграв у самій постановці з акторкою В. В. Самойловою. У 1856 році письменник вступив на службу чиновником особливих доручень при Міністерстві імператорського двору; незабаром йому присвоїли звання камергера і чин дійсного статського радника. Саме на Соллогуба спочатку було покладено складання офіційного опису коронації Олександра II, але письменник не зміг бути присутнім на церемонії.
|                                                                                      |
|                                                                                      |
| Н. Ф. Павлов і М. А. Добролюбов, критика яких вплинула на літературну долю Соллогуба |

До 1856 року відноситься вихід комедії «Чиновник», поставленої в тому ж році в Олександрійському театрі. П'єса викликала в суспільстві хоч і нетривалий, але все ж сильний резонанс. Як аматорський спектакль комедія була поставлена на домашній сцені великої княгині Марії Миколаївни і була удостоєна перегляду імператором. Олександр II схвалив п'єсу, яка містила «дуже багато сміливих речей про аморальність, тобто про крадіжку … влади». І публікація, і сам спектакль були зустрінуті суперечливими відгуками рецензентів. Крім різкої критики фразерства головного героя з боку М. М. Львова, п'єсу чекав ще більш жорсткий «Розбір комедії … „Чиновник“» М. Ф. Павлова, якого підтримали М. Г. Чернишевський, Тургенєв (зі слів М. О. Мельгунова), Герцен. На думку дослідників, саме через «Розбір…» Павлова Соллогуб опинився поза сучасної йому високої літератури. В 1855—1856 роках вийшли пятитомні «Твори» Соллогуба. Н. А. Добролюбов у своїй статті «Твори графа Соллогуба» продовжив лінію Павлова, дискредитувавши вже всю творчість письменника як літературний анахронізм. Як показала звірка «Творів» з першими публікаціями, Соллогуб провів правку текстів — здебільшого стилістичну, в той час як суттєві зміни і доповнення він вносив, як правило, лише в повторні публікації творів, які виходили до зібрання.
Потім до Соллогуба надійшла пропозиція від нового кавказького намісника князя О. І. Барятинського, знайомого з письменником з отроцтва, і він в надії на посаду губернатора знову приїхав у Тифліс. Однак незабаром через розрив з Барятинським Соллогуб залишив Кавказ.
Отримавши доручення від міністра імператорського двору графа В. Ф. Адлерберга, Соллогуб вирушив у поїздку Європою для ознайомлення зі станом театральної справи. Приїзд у Париж обернувся для письменника знайомством з літераторами (А. Дюма, А. Мюрже, Е. Скріб та іншими), композиторами (Дж. Россіні, Дж. Меєрбер) та артистами. У 1859 році в паризькому театрі «Gymnase» відбулася прем'єра постановки п'єси Соллогуба «Une prevue d amite» («Доказ дружби»), написаної французькою мовою. За переклад повістей письменника французькою взявся К. Марм'є (видавалися в 1856, 1857, 1864 роках). У 1861 році в Парижі вийшов переклад «Дворянського гнізда» Тургенєва, виконаний Соллогубом спільно з А. де Колона. Відгуком на паризькі музичні дискусії стала брошура «Les' musiciens contre musique» (1860). Крім Парижа, Соллогуб побував у Відні, Лондоні, Берліні. У 1859 році Соллогуб повернувся в Росію. Підсумком поїздки стала доповідна записка про реформування імператорських театрів. У 1868 році письменник опублікував в «Антракті» статтю «Про російський театр», що відстоює необхідність відкриття в Росії приватних театрів.
У 1858 році на честь сторіччя російського театру відбувся конкурс на кращу п'єсу, на якому перемогла комедія Соллогуба «Тридцяте серпня 1756 року». Для постановки п'єси було відведено ювілейні дні в Петербурзькому Великому театрі.
У 1859 році Соллогуб перебрався в Дерпт, перебуваючи на службі чиновником особливих доручень при при Ризькому військовому, Лифляндском, Эстляндском і Курляндському генерал-губернаторі. Місцем проживання стала так звана миза Карлово на околицях міста, колишня літня резиденція Ф. Булгаріна. При цьому він здійснював часті поїздки в Петербург, Москву і Європу (Німеччина і Париж). Перпебуваючи в Ризі, Соллогуб написав статтю «Про квасний патріотизм» (1861), в якій порівняв російські і остзейські суворі порядки, віддавши перевагу останнім. У його планах була публікація статті (і полемічної відповіді на неї) в «Північній бджолі». Однак до друку стаття не була допущена Санкт-Петербурзьким цензурним комітетом і Головним управлінням цензури: ці відомства не захотіли псувати відносин з остзейськими німцями.

### Останні роки життя

#### Соллогуб-тюрмознавець
Ще з початку 1860-х років Соллогуб приділяв багато уваги пенітенціарним питанням («тюрмознавству»), ним були опубліковані брошури «Про організацію в Росії тюремної справи» (1866) і «Титовські казарми. Опис в'язниці» (1867), стаття «В'язниці і театри» (1867). У 1866 році Соллогуб, вже завідувач Московського гамувально-робочого дому, провів огляд ряду острогів, прийшовши до висновку про бездіяльність та зловживання адміністрації. У питаннях поліпшення тюремних порядків він був вельми скептичний щодо опори на чинну адміністрацію, яку він характеризував як «потворну», «богопротивну». Соллогуб виступав за позбавлення тюремних комітетів адміністративних функцій внаслідок спричиненої ними тяганини і збереження лише благодійної складової. Висновок чиновника був таким: «У даний час тюремної адміністрації немає, та й в'язниць, які морально впливають, немає, а існує якийсь страшний підземний світ нещасних і пропащих».
У середині 1860-х років Соллогуб, за якого перед П. О. Валуєвим особисто клопотав фахівець тюремної справи М. Н. Галкін-Вранськой, став учасником експерименту: деякі московські гамувально-робочі доми, які до кінця 1865 року перебували в підпорядкуванні Наказів громадського піклування, вирішено було передати у відання одного окремого чиновника; пост зайняв граф, який погодився «присвятити цій корисній справі всю свою діяльність». Згідно записці Міністерства внутрішніх справ від 5 грудня 1866 року, результати експерименту були визнані вдалими і чудовими. Соллогуб в короткі терміни зумів організувати п'ять ремісничих артілей: шевську, взуттєву, картузну, палітурну і кравецьку; було покращено харчування арештантів, відкрито школу для навчання, введено навчання церковному співу. Запрошені графом підрядники забезпечували арештантів роботою, надавали матеріали та інструменти; серед тих, хто старанно зайнялися роботою, безчинства, пияцтво і втечі були зведені до нуля. Експеримент вирішено було продовжити в Москві в більш широкому масштабі з умовою, що завідувачем Московським гамувально-робочим будинком залишиться Соллогуб. Граф очолив будинок в липні 1865 року і запросив у піклувальники артілей деяких купців у якості контрагентів, а також для заохочення доброякісної роботи арештантів висунув пропозицію про виставлення на виробах артілей особливого штемпеля із зображенням державного герба назвою установи та ім'ям купця. Однак при затвердженні державний герб був замінений гербом Московської губернії. За даними 1866 року, граф, не отримуючи утримання, був завідувачем гамувально-робочого будинку в Москві і директором Московського губернського комітету піклувальння про в'язниці. Згодом, в тому числі і на кошти самого Соллогуба, при тюрмі було розбито город, створено бібліотеку та школу. Разом з педагогом Ф. Савенко граф став автором навчальних курсів як для неписьменних, так і для частково освічених арештантів. У вересні 1866 року було завершено будівництво жіночого відділення. Весь наступний, 1867 рік письменник присвятив пропаганді в пресі виробленої ним системи перевиховання. У 1869 році Соллогуб увійшов до складу Особливої комісії під головуванням товариша міністра внутрішніх справ князя О. Б. Лобанова-Ростовського для підготовки проекту положення про виправні в'язниці. Комісія дала високу оцінку результатам експерименту, опублікувавши свої висновки в довідці в «Урядовому віснику».
У 1870 році у відповідь на звернення Нью-Йоркського тюремного товариства по допомогу до фахівців Соллогуб вислав свій звіт з описом російських в'язниць і розробленої ним системи виправлення і пропозицією провести міжнародний тематичний конгрес. Цю пропозицію було підтримано, і письменник згодом ставив собі в заслугу проведення майбутнього Першого тюремного конгресу в Лондоні.
1 лютого 1872 року Соллогуб очолив створену в той самий рік Комісію для складання загального систематичного проекту про перетворення тюрем, метою якої було скласти припущення про облаштування місць ув'язнення. При цьому граф бачив необхідність перетворення Уложення про покарання і Статуту про утримуваних під вартою для досягнення мети. При роботі комісією, серед іншого, розглядалися і результати міжнародних тюремних конгресів, учасником деяких з яких був Соллогуб. Вироблений в результаті комісією проект Положення про місця ув'язнення цивільного відомства (іноді «Проект основних положень тюремного перетворення»), крім ідеї централізації тюремного управління, містив запозичення з зарубіжного досвіду, в першу чергу з відстоюваної Соллогубом шведської системи управління, і пропонував поділ утримуваних під вартою на дві групи: на тих, що перебували під судом і слідством і які вже відбувають покарання за вироками суду. Сам Соллогуб у проекті відстоював принцип розподілу місць ув'язнення на короткострокові, середньострокові і довгострокові залежно від ступеня злочину і, виходячи з досвіду управління в'язницею, в Москві пропонував обов'язкове облаштування церков або молитовень та встановлення ікон в камерах. В цілому комісія під керівництвом графа обрала своєю метою лише тюремну частину, не торкнувшись питань так званої «драбини покарань» і відокремивши кримінально-виправне право від кримінального. Крім проекту положення про в'язниці, результатом понад 70 засідань комісії стали проект мережі пересильних трактів у 10 губерніях Московського судового органу і багато інших документів; сам Соллогуб подав доповідну записку про тюремні перетворення. В Державну раду положення були віддані на розгляд у березні 1873 року, а в наступному місяці — особисто Олександру II. Нагородою Соллогубу стали орден Святого Володимира 2-го ступеня та премія в розмірі 225 рублів. 19 травня 1873 року проект Соллогуба передали в комісію графа П. О. Зубова. У 1877 році комісію очолив уже К. К. Грот.
Як голова Комісії для дослідження недоліків тюремного ув'язнення в Росії і вишукування способів їх усунення, Соллогуб відправився у відрядження в Європу для вивчення місцевого досвіду. Після повернення він написав «закрите» дослідження «Історія та сучасне становище заслання» (1873; для публіки видано посмертно в 1883 році). Чиновник, по черзі буваючи в Москві, Німеччині та Франції, брав участь у роботі першого Міжнародного конгресу в Лондоні, піддавши згодом його організацію різкій критиці, був обраний членом постійної Міжнародної тюремної комісії. Під час наступної поїздки Соллогуб відвідав Данію і Швецію, а також проїздом побував у Гамбурзі та Бельгії. У Гамбурзі чиновник відвідав виправні заклади для неповнолітніх «Суворий будинок»; у Бельгії став одним з учасників засідання міжнародної комісії, створеної Лондонським пенітенціарним комітетом у 1872 році. Засідання відбулося в червні 1874 року. За даними, отриманими під час поїздки в Швецію і Данію, Соллогубом було складено звіт про систему місць позбавлення волі та управління ними. Явну прихильність чиновник виявив до шведської моделі місць позбавлення волі, в основі якої лежала ідея одиночного ув'язнення, і особливо детально описав її у звіті. Більш того, він підтримав і шведську систему виконання покарання, яка показала себе краще на практиці.
Дослідники дотримуються думки, що саме Соллогубу, визнаному одним із засновників російської пенітенціарної науки, належить анонімна стаття «Про наше виконавче правосуддя», опублікована в «Російському світі» у жовтні — грудні 1874 року. В цілому, звертаючись до європейського досвіду, автор відстоює переваги виправної системи перед депортаційною.

#### Літературна та інша діяльність
В 1860-ті роки сформувалася спільнота, що протистояла новій словесності, куди входили Соллогуб, Одоєвський, М. П. Погодін, С. О. Соболевський і Вяземський. Метою спільноти, периферійної щодо інших, було збереження традиції літературних салонів 1830-х років з читанням творів та їх обговоренням. У 1861 році відбувся ювілей Вяземського, і Соллогуб, серед інших, взяв активну участь у підготовці його святкування. Безпосередньо під час урочистості 2 березня йому довірили читати привітальні куплети. Як автор Соллогуб відгукнувся на цю подію звітом про нього і брошурою «Ювілей 50-літньої літературної діяльності акад. кн. П. А. Вяземського». Куплети було опубліковано М. Гречем у «Північній бджолі» в тому ж році.
Реакція молодих радикальних літераторів на ювілей і в першу чергу на куплети Соллогуба була різко негативною. Рупором став журнал «Іскра»: саме тут вийшли образливі для ювіляра і самого графа пародія Вас. С. Курочкіна («Станси на майбутній ювілей російсько-французької водевільної і літературної діяльності Тараха Толерансова») і «Безглузда суєта. Вірш великосвітського поета графа Чужеземцева» Д. Д. Мінаєва, зі знущальною присвятою письменнику і позначкою «пер. з франц.».
Відповіддю на скандал з боку Вяземського став вірш «Графу Соллогубу». Однак для критиків «Іскри» та інших радикальних видань Соллогуб вже перетворився на постійний об'єкт для насмішок, зокрема, за свою галломанію і французькі п'єси.
13 березня 1865 року за пропозицією М. П. Погодіна Соллогуба обрали дійсним членом Товариства любителів російської словесності при Московському університеті. Саме тут 28 березня 1865 року він прочитав «Зі спогадів про Пушкіна і Гоголя», чим поклав початок своїй мемуарній лінії. На спогади різким обуренням відповіла «ліва» преса: прикладом є вірш Мінаєва «У колі друзів біля коминка» («У камелька») і пародія «Літературні спогади Маслогуба» (опублікована в «Будильнику»). Низку мемуарів Соллогуб продовжив творами «Спогад про кн. В. Ф. Одоєвського» (як промова, прочитана 13 квітня 1869 року, включена до збірки «В пам'ять про кн. В. Ф. Одоєвського», 1869), «Пережиті дні, розповіді про себе з приводу інших» (1874), «Спогади» (вийшли посмертно; 1886), а також статтями «Пушкін в його творах» (як промова прочитана 15 квітня 1865), «Про значення кн. П. А. В'яземського в російській словесності» (прочитана як промова 27 лютого 1866 року). У газеті «Голос» Соллогуб розмістив звернення до Краєвського, намагаючись налагодити мирні стосунки з новим літературним середовищем, але успіху не добився.
Соллогуб і Погодін, дивлячись на «нинішнє нехтування літератури», планували видавати спільно журнал «Старовір», про що останній писав В'яземському у вересні 1865 року. Однак мети так і не було досягнуто. У 1866 році вийшов «літературний та політичний» збірник Погодіна «Ранок», в якому Соллогуб розмістив свою поему «Нігіліст». Розглядаючи «нових людей» (можливо, Бєлінського та Чернишевського) в іронічно-негативному ключі, поема перетворилася на об'єкт для нових глумлень, таких як пародійна поема Мінаєва «Нігіліст», розміщена в «Іскрі» з епіграфом «Не у свій „тарантас“ не сідай» і написана як продовження поеми.
Антинігилістичну лінію було продовжено Соллогубом у п'єсі «Розчаровані» (1867), статті «Молодість і перспектива» («Голос», 1869) і комедії. Ні змісту, ні навіть назви останньої невідомо: збереглися лише відомості про те, що вона була прочитана в жовтні 1875 року Тургенєву і М. Є. Салтикову-Щедріну; останній сприйняв її різко негативно. Чутки приписували сварку через нібито існуючий пасквіль Соллогуба на Салтикова.

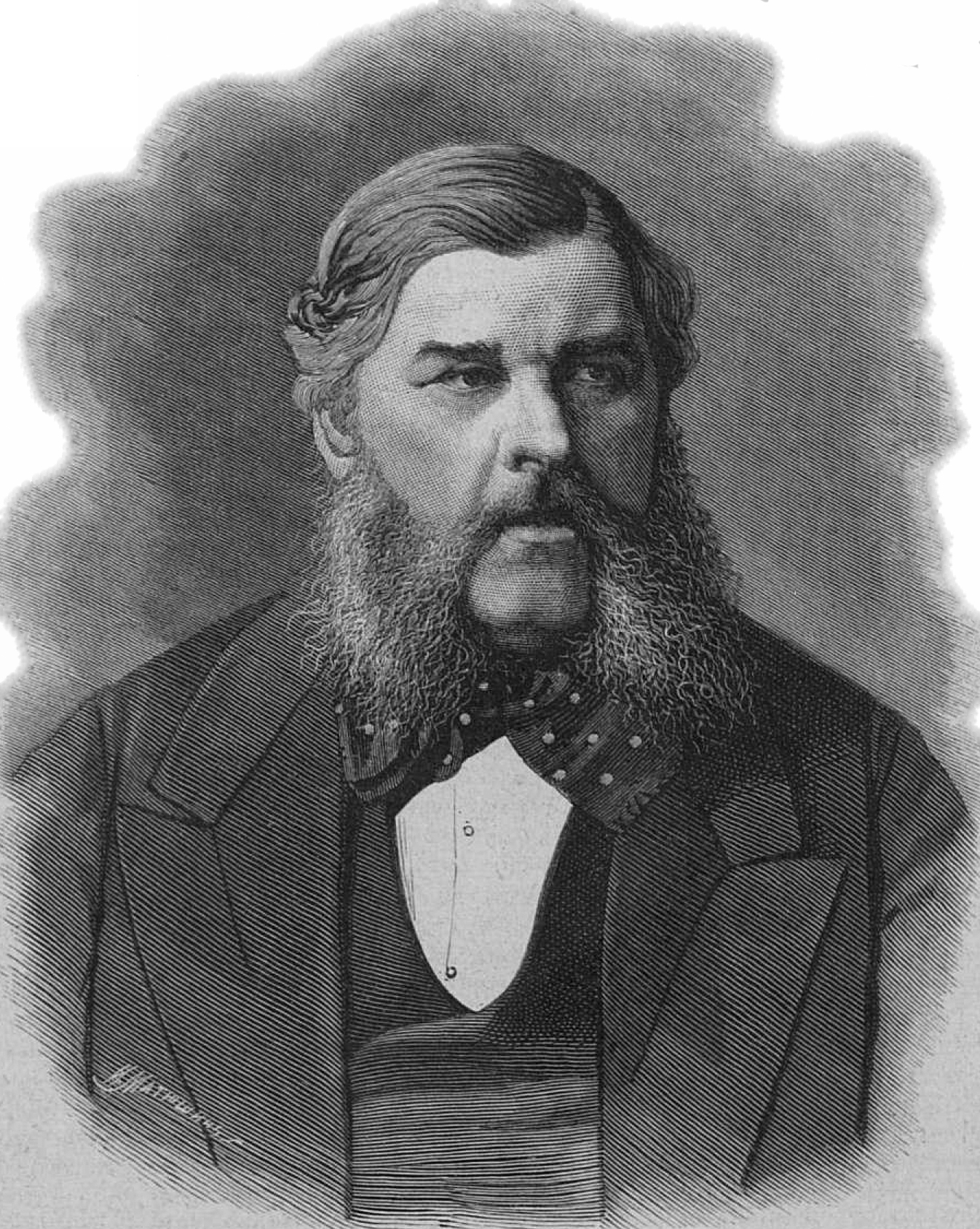
В. А. Соллогуб на гравюрі для некролога

24 травня 1868 року Соллогубу було присвоєно чин таємного радника. У жовтні 1869 року Соллогуб отримав відрядження в Єгипет для участі в урочистостях з нагоди відкриття Суецького каналу. Свої враження від подорожі і урочистостей в Порт-Саїді письменник виклав у книзі «Новий Єгипет» (1871), яка отримала негативний відгук у «Вітчизняних записках». До 1871 році відноситься остання поїздка Соллогуба на Кавказ. Цього разу на нього було покладено організацію урочистостей в Кутаїсі з нагоди приїзду Олександра II і великих князів, майбутнього Олександра III і Володимира Олександровича. В рамках підготовки Соллогуб написав також привітальні вірші («З часів, давним-давно віджитих…»; рефрен «Алаверди»), скорочена версія яких пізніше стала відомою застільною піснею.
У 1877 році Соллогуба було направлено в якості історіографа в імператорську штаб-квартиру діючої армії. Підсумком стало складання «Щоденника найвищого перебування за Дунаєм імператора Олександра II в 1877 р.». Велика передмова до книги, яка стала останньою опублікованою за життя автора, містить опис причин російсько-турецької війни 1877—1878 років, історичних завдань Росії; там же було частково заторкнуте «слов'янське питання». Сам «Щоденник…», крім описів урочистих сніданків і вручень нагород, містив яскраві пейзажні замальовки і сцени з життя штаб-квартири. «Щоденник…» був опублікований невеликим накладом на початку 1878 року як розкішне видання та у продаж не надійшов. Крім кількох віршів Соллогуб опублікував главу з так і не закінченої повісті «Посередник».
У 1878 році Соллогуб уклав новий шлюб з В. К. Аркудинською, яка була на 25 років молодша від письменника. Ця обставина викликала численні плітки і глузування, що зумовило подальше посилення самотності Соллогуба. Історію останнього кохання письменник відобразив у романі «Через край», виданому посмертно — в 1885 році.
Останні роки свого життя Соллогуб через різні хвороби присвятив в основному лікуванню за кордоном та в Криму. Граф помер 5 червня 1882 року в Гамбурзі, де перебував на мінеральних водах, і був похований в Москві в Донському монастирі поруч з братом Левом і матір'ю.

## Творчість
У різний час Соллогуба-письменника відносили «до лібералів і консерваторів, до салонних белетристів і демократичної „натуральної школи“, до романтиків і реалістів». Настільки суперечливі думки дослідники пояснюють як самою епохою з її соціальними і літературними протиставленнями, так і належністю самого автора до аристократичного кола і одночасно «все більш демократизованої літератури».

### Перший період
Дослідники ділять літературну діяльність Соллогуба на два періоди: 1837—1849 роки і 1850—1882 роки. У перший період у його творчості переважає такий жанр, як світська повість, що містить в якості ключового мотиву мезальянс. Нерівний шлюб стає свого роду випробуванням для головного героя. Домінуючими елементами повістей про світське суспільство, що проявилися також у «Двох студентах» і «Трьох женихах», є «описання і установка на створення типів». До світських творів Соллогуба відносять повісті «Великий світ», «Серьожа» і «Історія двох калош» (частково — більш пізній твір «Старенька»), які, поряд з «Трьома женихами», розвивали реалістичний напрям у цьому жанрі. У той же час в кращих повістях Соллогуб співчував демократичним героям. Крім очевидного реалізму, світські повісті автора відрізняються «прагненням розвінчати піднесений ореол героя світської повісті романтичного спрямування».
В цілому вибір для перших творів жанру світської повісті не дивний: крім моди, сам Соллогуб був безпосередньо знайомий зі звичаями і побутом російської аристократії.
Повісті «Двоє студентів» і «Троє женихів» Соллогуб присвятив одній темі, а саме вибору шляху молодою людиною, але для оповіді вибрав різний побутовий фон: у «Двох студентах» це тихе німецьке містечко і студентське життя, а в другому творі — губернське місто і яскраві образи його жителів і полкових офіцерів. Поруч з ними поміщають повість «Серьожа», герой якої у пошуках сенсу життя відторгає світське суспільство, в той час як «романтика провінційної безпосередності виявляється помилковою». На думку ж Е. І. Кійко, темою «Аптекарки» є перевага демократичних героїв над світським суспільством. Романтична складова оповідання і ідеальні герої, які стали жертвами байдужого суспільства, відрізняють «Історію двох калош» і, на думку дослідників, ріднять її з прозою Марлинського. Для даної повісті характерний зв'язок «буденності і поетичності», високих мрій і грубої реальності, при цьому вони поєднуються автором без традиційного протиставлення; все романтичне піддається переосмисленню і «зниженню» з комізмом, і твір є вже кроком до соціально-психологічної повісті. Новела «Бал» являє собою спробу поглянути на світ очима своїх героїв", про що говорить підзаголовок: «Із щоденника Леоніна».
У «Сергію» Соллогуб відкрив тип «доброго малого» і далі розвинув його у своїх повістях, на що першим вказав Бєлінський і що пізніше було підтримано в літературознавстві В. О. Грехньовим, В. Е. Вацуро, А. С. Немзером. Відмінними рисами цього типу, що став центральним для творчості автора і поступово еволюціонував, є безвольність і звичайність його для «світу».
Особливу увагу Соллогуб зосередив на промальовуванні саме типу світської жінки. Наприклад, героїня «Історії двох калош» пасивно протестує проти порядків світу, не бажаючи виносити моральне насильство і відстоюючи право на власні почуття. У цілому до переваг «великого світу» автор записав такі властивості, як «лоск освіченості», «невимушеність» і хороший тон. У той же час сучасному «світу» він протиставив йому симпатичний патріархальний побут дворян-провінціалів (бабуся Леоніна та дитячий будинок Надійки у «Великому світі»). Проте в «Сергію» письменник додав до цього гумористично-сатиричні відтінки.
Проза Соллогуба спрямована на послідовну дискредитацію романтичної традиції. Спроби такого перегляду канонів світської повісті, що склалися в епоху романтизму, можна спостерігати в перших творах письменника, зокрема «дегероїзацію» особистості, що йде проти «світу»; тема невизнаного генія для Соллогуба не більш ніж засіб для вираження своєї теми — «чужої людини». У «Трьох женихах» при переосмисленні типів героїв «зі світу» взагалі використано іронію. «Історія двох калош» являє собою трансформацію романтичної «повісті про художника». У ній присутні «мотиви протистояння „генія“ і „натовпу“, приреченості чистої любові, самотності художника, а також трагічний фінал»; в той же час дослідники відзначають в їх описі м'яку іронію, переплетену із співчуттям героям. При цьому іронія покликана вказати на «природну» несправедливість світу. Романтичні пориви Леоніна з «Великого світу» взагалі виявляються марними. Дискредитація романтичної складової стосується і повістей «Серьожа» (гвардійський чепурун, «добрий малий» з романтичними ілюзіями) і «Аптекарша» (головна героїня Шарлотта). Герой «Ведмедя», опублікованого в 1842 році, після невдалого кохання до княжни зовсім залишає світ, воліючи моря з колишньою самотністю. Зіставлення «людини світу» і «людини природної», на думку В. Е. Вацуро, знайшло у «Ведмеді» оголено-контрастне втілення.
Однак і у водевілі «Лев», і в «Пригодах на залізниці», які не належать до світської повісті, дослідниками відзначаються «слабкий, не здатний на вчинок (переродження) герой, сумний, іноді з комічними обертонами, фінал і глибокий скепсис автора, переконаного в фіктивності будь-яких виняткових подій і їх „фатальних“ розв'язок, жорсткої підпорядкованості людини соціальному положенню — важливої грані непорушності буття».
У разі Соллогуба конфлікт знаходить позитивне завершення лиш у водевілі. При цьому останній є фактично пародією на поетику прози самого автора, і, на думку літературознавця Немзера, це навряд чи є несвідомою дією. Прикладом такого водевілю служить «Ямщик, або Витівка гусарського офіцера», що вийшов у 1842 році і висвітлив аристократичні упередження автора. Коли на рубежі 1840—1850-х років письменник відчув, що вичерпав свій прозаїчний потенціал, він вибрав для себе саме легкий жанр водевілю.
На думку Немзера, характерними рисами повістей Соллогуба є висока спостережливість (постійне звернення до «модних» прикмет свого часу) і проведений з усією ретельністю психологічний аналіз людини, позбавленої волі, яка іноді постає симпатичною, іноді — комічною. При цьому виводяться в творі «іронічна оповідна манера, поєднання жартівливості і ліризму точно відповідають „антиподійній“ сюжетопобудові». У пересічних героїв Соллогуба дослідник бачить пророкування «зайвих людей» І. С. Тургенєва, а в нерозв'язних конфліктах його творів і неоднозначною оцінкою автора — прогноз поетики романів «Хто винен?» О. І. Герцена і «Звичайної історії» І. О. Гончарова.
«Світські» персонажі Соллогуба, порожні і порочні носії страждань, самі не здатні на досягнення щастя і вияв своєї волі, на здійснення вчинку. Для всіх героїв характерна «загальна печатка бездіяльності», а для самого письменника — постійна варіація історії про нездійснений вчинок. Звідси його інтерес не до сюжету, а до процесу оповіді, до пошуку «найбільш точного „слова“ про добре відомий світ…». Дослідники пояснюють зовнішній вигляд героїв Соллогуба, яких він не судить, і їхні думки і безвольність обставинами і добою написання. Безальтернативний світ прози Соллогуба призводить до її безподійності, для якої, на думку того ж Немзера, можна простежити зв'язок з фрагментарністю оповіді і самого світу.
В останніх повістях — «Заметілі», на думку дослідників, одному з кращих творів письменника і, можливо, кращому зразку його психологізму, і «Старенькій» — письменник поставив крапку в шуканнях, вибравши спокій замість бур. Незважаючи на те, що «Заметіль», присвячена коханню, в переживаннях героїв, що належать вже до одного стану, дослідники не знаходять ні сили, ні глибини, а в самій оповіді — трагізму. Для автора важливий не смуток через невдале кохання героїв, а насолода «поетичністю їх зустрічі, вся принадність якої для нього — в її короткочасності». «Старенька» стала відображенням консервативних поглядів автора: підняті теми втрати родинних зв'язків і необхідності відведення головної ролі дворянству. Саме вони не дозволили письменнику довести конфлікт станів, який знову став центральною проблемою, до природної розв'язки. «Старенька» стала останньою написаною повістю Соллогуба.

#### Натуральна школа і фізіологізм
У середині 1840-х років Соллогуб відчував істотний вплив естетичної складової натуральної школи, але при цьому залишався самостійним, використовуючи свій матеріал і лише приблизно належачи до напрямку. «Наближеним» до школи вважали його й літературознавці О. Г. Цейтлін і В. І. Кулешов. На думку літературознавця, рисою, що зближує (як у сильному відношенні, так і в слабкостях), стала соціальна визначеність героїв Соллогуба. Слабкістю для автора, як і для представників ранньої «натуральної школи», був психологічний зміст.
Основою для циклу «Теменівський ярмарок», виданого в цей час, стали усні розповіді актора Щепкіна. На думку дослідників, обидві повісті є вдалим продовженням теми провінційної «натури» у творчості автора, близького «до ідейних і художніх принципів натуральної школи». Так, «Собачка» являє собою полотно, на якому яскравими фарбами намальовані будні бродячої трупи, побут (зокрема чиновницький) і життя провінційного містечка початку XIX століття, де панує кругове хабарництво, свавілля та обхід закону (тут автор частково слідує за гоголівськими «Мертвими душами» і «Ревізором») . Темою ж «Вихованки» стало зіткнення бродячої провінційної трупи і чиновництва. Незважаючи на нову тему, складена художня система Соллогуба залишилася колишньою: стабільність залишається тією рисою, що виділяє світи і нового циклу, і колишнього «Великого світу». Які б «неймовірні» події не відбувалися, вони не мають розвитку, вони «фіктивні». У той же час С. А. Розанова протиставляє твори циклу світських повістей автора («з їх одноманітністю матеріалу, повтором колізій, характерів, мотивів, заданістю фіналу»), вважаючи їх більш сильними в художньому відношенні.
Новизна «світських повістей» Соллогуба полягає в його куті зору, методі аналізу. Будучи світською людиною, письменник піддав «фізіологічному» аналізу світ російських аристократів, виділивши соціальні групи і характери з властивими тільки їм рисами. Так, він у «Львові», виділивши у «великому світі» «лева» і «фешенебля», розрізняє й описує їхні ролі у світі, манері одягатися і поведінці. У «Ведмеді» прозаїк піддає аналізу «ведмедів», які добровільно відкинули світ. Вацуро включає в цю групу навіть опис типу армійського офіцера з «Трьох женихів». Дослідженню піддані «не стільки індивідуальності, скільки „типи“». Свого часу Соллогуб припускав навіть участь у виданні фізіологічних нарисів О. П. Башуцького «Наші, списані з натури росіянами».

#### «Великий світ»
У повісті «Великий світ» Соллогуб зробив спробу по-новому подати традиції великосвітського суспільства — як конфлікти, так і різні ситуації. Виключивши з твору навіть традиційну дуель (разом з тим і протиставлення герой-бунтар — суспільство) і привівши все до благополучної розв'язки, автор тим самим продемонстрував ідеалізацію в самому собі дворянської складової: і побуту, і героїв. «Великий світ», на думку літературознавців, став «симптомом початку відмирання світської повісті» взагалі і поверненням Соллогуба до висміюваних ним раніше героїв і відносин зокрема. О. Л. Осповат зауважує «пародійне „приниження“ улюбленого образу світської повісті» автором.
Повість широко обговорювалася ще сучасниками і викликала численні суперечки серед дослідників. Крім відсилань до Лермонтова, це було викликано тим, що «Великий світ», за словами Вяземського, взагалі містив «багато петербурзьких натяків і актуалітетів». Так, герою Саф'єву додано риси С. А. Соболевського і друга Лермонтова О. А. Столипіна (Монго), графині Воротинській — графині А. К. Воронцової-Дашкової, Армідіній — К. О. Сушкової. У Щетиніні, що виступає в якості найоб'ємнішого персонажа, вгадується сам автор. Надавши персонажам другорядні риси портретної схожості з прототипами, Соллогуб в той же час не поставив перед собою завдання зробити їх і психологічно впізнаваними. Крім того, психологічна розробка образів у повісті взагалі піддалася критиці — за висловом С. П. Шевирьова, це були «профілі», а не «характери». Незважаючи на звинувачення в антилермонтовській спрямованості, повість, по суті, стала відображенням історії кохання Соллогуба до його майбутньої дружини, Софії Михайлівни Вієльгорської (1820—1878), прототипу Надійки.

#### «Тарантас»

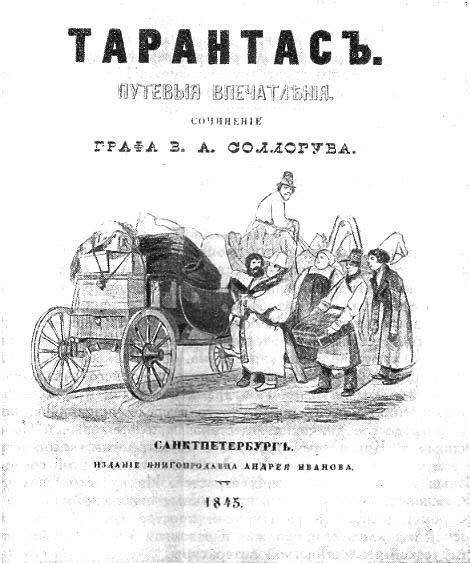
«Тарантас». Видання 1843 року. Титульний аркуш

Намагаючись представити читачам всебічний опис життя в імперії, Соллогуб зодягнув оповідь у форму подорожніх нарисів і побудував її на конфлікті думок і точок зору головних героїв (відповідно до іншої точки зору, на їх зіставленні та взаємодії). Подорож героїв, типових для російського суспільства того часу, триває від Москви до Мордас, що охоплює практично всю центральну Росію. Головною метою автор поставив «визначити національну сутність життя його батьківщини». При цьому художнє дослідження різних сторін життя не було самоціллю. До позитивних сторін повісті дослідники відносили правдиве зображення російського побуту укупі з сатиричною насиченістю, мальовничістю сцен, самим стилем оповіді, відзначаючи одночасно суперечливість при слідуванні реалізму («… не розкривав справжніх причин…»). При цьому іронію автор виявляв і щодо своїх власних поглядів.
Роботу над «Тарантасом» було розпочато в епоху формування західництва і слов'янофільства. Повість стала вираженням іронії автора щодо ідеологічної боротьби, яка захопила його однолітків (наприклад, братів Гагаріних). Ідеологічним супротивником проєвропейськи налаштованого Івана Васильовича, який націлений на пошуки ідеальної російської народності і втілює собою «абстрактний, книжковий погляд на Росію», є не позбавлений практичності патріархальний поміщик Василь Іванович. Виступаючи глузливим скептиком стосовно мрій та ідей свого супутника-ідеаліста, постійно по дорозі має справу з грубістю російської реальності, Василь Іванович у той же час сам втілює «обмеженість „здорового глузду“». В цілому до ідеологічної складової повісті Соллогуб, порівняно з попередніми творами, підійшов більш серйозно. Серед причин, які штовхнули його на це, дослідники називають зростання уваги суспільства до проблем національної самобутності, подальше розмежування західників і слов'янофілів, суперечки, викликані появою «Мертвих душ» Гоголя і «Росії в 1839 р.» А. де Кюстіна. В результаті у розмовах героїв зачіпаються такі теми, як станові проблеми купецтва і чиновництва, роль дворянства і перипетії приватного життя цього стану, історія Росії, Росія і Європа, розкол та інше. Остання глава «Сон», що є утопією, будується на твердженнях від протилежного і показує Росію ніби «навиворіт», одночасно засвідчуючи про скептицизм автора щодо сьогодення та надії на майбутнє країни. Маловідоме продовження «Іван Васильович на Кавказі», скоріше «коригуюча репліка», відображає вже «перетворення» колишнього ідеаліста Івана Васильовича на свого розсудливого опонента.
Критика сприйняла «Тарантас» по-різному. Булгарін визнав її дрібничкою, різко негативним був відгук Ю. Ф. Самаріна. Позитивно про книгу в листах Соллогубу відгукнулися Гоголь і Жуковський, а в рецензіях — крайні охоронці (І. М. Скобелєв, П. Шарш). На думку останніх, повість була вдалою і витриманою в дусі «офіційної народності». Проміжне положення зайняли Некрасов, який у своїй рецензії поєднував похвали і докори, і Бєлінський. Останній, тим не менш, у своєму огляді «Російська література в 1845 р.» поставив, хоча і з застереженнями, «Тарантас» на перше місце серед презентованих книг. Саме він, на думку А. С. Немзера, виявив найбільш глибоке розуміння книги. Зазначене майже всіма рецензентами написання «Тарантас» в дусі натуральної школи докорялось, як хід, шляхом Гоголя і його послідовників, в той час як Бєлінський вважає це основною перевагою. Причому критик відокремлював розбіжні образотворчий лад твору і погляди самого Соллогуба і розглядав перший без урахування останніх.

### Другий період
На другому етапі творчості Соллогуб як прозаїк знизив активність. З різким відгуком про «зниження» його таланту виступив ще в 1851 році безіменний критик у «Современнику»; про те ж писав і М. П. Погодін. Тепер він став «любителем літератури» і літератором з нагоди, пишучим водевілі і альбомні вірші. Причину кризи творчості Соллогуба, що виявилася у другій половині 1840-х років, деякі дослідники радянського періоду багато в чому бачили в самому авторі, що перейшов на праві позиції: гуманізм і питання соціальної нерівності в творчості письменника або зникли, або поступилися місцем розгляду «з дворянсько-аристократичних позицій». А. Л. Осповат вважав причиною короткочасного успіху Соллогуба обрання ним для своїх творів матеріалу або форм, що відходили в літературне минуле. Так, у світських повістей автора дослідник бачить «кризу даного внутрішньожанрового різновиду», а в «Історії двох калош» — використання відмираючої романтичної теми невизнаного художника, в результаті приходячи до висновку: «Природа такого успіху не передбачає його тривалості». Е. В. Кійко бачить причину швидкого успіху і такого ж швидкого забуття Соллогуба в бурхливому розвитку реалізму в російській літературі 1840-х років. Н. В. Якушин вважав, що письменника швидко забули і його твори стали анахронізмом, і пояснював це його обмеженим світоглядом і поступовим переходом «від критичного ставлення до російської дійсності в бік „благонаміреного“ лібералізму». А. С. Немзер, крім самоповторень і недбалості Соллогуба як автора, називає причинами втрати контакту з читачем подальший розвиток літератури, у той час як письменник залишився на місці.

#### Драматургія
Звернувшись до театру, Соллогуб дуже швидко визначився з жанром, обравши дворянський водевіль. Більшість своїх численних творів Соллогуб-водевіліст написав у період з 1845 по 1856 рік, при тому що Бакунін називав його майстром у цьому жанрі ще в 1839 році. Однак водевілів того часу, написаних ним, швидше за все, для аматорських постановок, не збереглося. Крім водевілів, Соллогуб-драматург пробував себе й в інших жанрах: історичній драмі, комедії-прислів'ї, опері. Збереглося 17 опублікованих п'єс письменника, які складають лише малу частину від написаного.
Незважаючи на розквіт в 1840-і роки міщанського водевілю, Соллогуб намагався в це і наступне десятиліття зайняти окрему нішу, обравши в якості основи свій стиль, а саме стиль дворянського водевілю. Для цього письменник, що свідомо вибирав архаїзм, вдавався до забутих традицій дворянської комедії і дворянського водевілю 1810-1820-х років. Як вважає М. Бєлкіна, драматургія Соллогуба сходить до О. О. Шаховського. З сучасними Соллогубу водевілями його п'єси зближували сильна заплутаність інтриги і характер куплетів і каламбурів, в той час як з творами 1810-1820-х — тематика, образи, ідейна спрямованість, а також деякі прийоми і мова.
В основу водевілів Соллогуб зазвичай закладав любовну інтригу, тематичним фоном для якої слугував який-небудь жарт. При цьому неодмінною рисою творів цього жанру письменника була їх злободенність. Так, у 1844 році на «меломанію» і «квітобісся» сезону 1844 року Соллогуб відповів водевілем «Букети або петербурзьке квітобісся», на моду 1846 року пускати у вітальнях мильні бульбашки — водевілем «Мильні кулі». Відповіддю на «загальне захоплення гімнастикою внаслідок відкриття закладу де Рока» сталі «Модні петербурзькі лікування» (1847); захоплення фотографією автор обіграв у 1850 році у водевілі «Дагеротип або знайомі всі обличчя». «Майстерня російського живописця» була присвячена захопленню італійським живописом і написана в 1854 році.
За основну тему першого водевілю, «Букети або петербурзьке квітобісся», Соллогуб взяв захоплення петербуржцями італійською оперою і традицію закидання її артистів квітами. Використовуючи це як фон, автор експлуатував тему бідного і забитого чиновника. Образ Миколи Івановича Ганчірки, який через низку колізій, пов'язаних з букетами, втрачає і роботу, і наречену, є блідим і непослідовним, що дослідники пояснюють відсутністю співчуття до героя і поглядом на нього з позицій аристократа. Темою водевілю «Горбань чи вибір нареченої», написаного разом з Вердеревським у 1855 році, стали російсько-турецька війна і експансія російського капіталу на схід. Опрацювання персонажів у п'єсі досить поверхневе, однак автор, використовуючи прийом омани, домігся успіхів «у вмілому розвитку інтриги, жвавості і великої швидкості дії».
Найбільший інтерес викликають водевіль «Біда від ніжного серця» і «прислів'я в двох відділеннях» «Співробітники, або Чужим добром не наживешся». «Біда…», визнана дослідниками кращим водевілем, була опублікована і поставлена в Олександрійському театрі в 1850 році і продовжувала залишатися на сцені і в 1860-1870-х роках (до 1882 року). У цьому водевілі Соллогуб використав практично всі прийоми водевільної техніки: плутанину, несподівані зустрічі, випадкові підслуховування, впізнавання, навмисне перекручування французьких слів, каламбури і комічні прізвища. При цьому письменник виявив «дивовижний художній такт. Він зумів збільшити завдяки цим прийомам жвавість, швидкість дії і комізм всієї п'єси». Від більшості подібних творів того ж періоду цей водевіль відрізняє дотримання поряд зі зовнішнім і внутрішнього комізму, прояв укупі з комізмом положень комізму характерів. За зображеним побутом та опрацюванням характерів п'єса, основна тема якої — любов, близька до побутової комедії. Проста і легка мова водевілю узгоджується з легкими хорошими віршами для куплетів.
У «Співробітниках», опублікованих у 1851 році, дослідниками відзначається «деяка дидактичність», і жанр «прислів'я…» визначається ними як проверб. У творі автор іронізує над модою на драматичні «прислів'я» і колективно складені водевілі. Відгукуючись на злободенні теми, Соллогуб застосував багато з водевільної практики: від любовної інтриги до qui pro quo до записок не в ті руки; при цьому помітні відмінності від водевілів — відсутність куплетів і наявність моралі. Ознаками ж жанру драматичного прислів'я є фабула-ілюстрація до заголовного прислів'я і «гра в почуття» як важливий елемент інтриги. Комізм твору заснований на випадковості і є комізмом положень, зовнішнім, з ознаками «типово салонної дотепності»; у мовній картині видно риси епіграматичного мислення, причому епіграма виступає як авторська характеристика героя. У п'єсі були виведені типи слов'янофіл (Олегович) і західник (Ухарєв), у яких дослідники вбачають К. С. Аксакова і В. І. Панаєва. Крім образ прототипів, цей водевіль породив чутки серед представників слов'янофільського кола. Відгуки на нього залишили А. О. Григор'єв і О. В. Дружинін («Лист іногороднього передплатника»). Для С. Т. Аксакова водевіль постав пасквілем. Позицію І. Аксакова, який почепив на водевіль ярлик пресмішного і дурного фарсу, дослідники в цілому оцінюють все ж доброзичливо-примирливу.
У комедії «Чиновник», що займає проміжне місце між дворянською салонною комедією і новою «проблемною п'єсою», Соллогуб вивів нового для себе героя — багатого чиновника-аристократа, не схильного до хабарництва, який противиться продажності, — і ідеалізував його. У комедії автор поєднував салонну комедійність з ліризмом, що властиво жанру «драматичних прислів'їв», і злободенну тему з багатим набором шаблонних ходів. Важливі мовні характеристики героїв: за ними можна простежити їхню культурну і соціально-психологічну градацію.

#### «Через край»
Посмертно, 1885 року, виданий роман «Через край» відобразив історію останнього кохання письменника і деякі інші автобіографічні риси. Написання самого твору датують кінцем 1870-х — початком 1880-х років. Відтворення лише важливих і кульмінаційних моментів життя головного героя свідчить про деяку фрагментарність «світообразу» роману, який разом з тим володіє внутрішньою єдністю. Ця цілісність забезпечує художню завершеність твору. Крім єдності сологубівського задуму і позиції, такому сприйнять сприяють використані сполучні засоби — наскрізні образи і мотиви, ініціальні фрази з відсиланням до попередніх глав. У романі Соллогуб піддав аналізу тип «зайвої людини», ускладнивши його комплексом «дворянина, що кається». Рух автора до жанру реалістичного роману було обумовлено змінами в російській прозі його часу.

#### Інші твори
Для Соллогуба як віршотворця характерне культивування салонного дилетантизму. Прикладом слугує його збірка «Тридцять чотири альбомних вірші», що вийшла в Тифлісі у 1855 році. На початку збірника письменник ніби вибачився перед читачами за свої віршовані досліди, назвавши їх «клаптиками»:
Стихи не в моде уж давно,

Стихи плохие — и подавно
Даний збірник містить безліч компліментарних послань, з яких А. Немзер виділяє два: «Княгині Ю. С. Р…ній» («Ні, не люблю я вас Так і любити не буду…») і «Стару пісню» («Забули ви і не стримали слова…»). Згадуючи Соллогуба у своєму листі Г. П. Данилевському від 16 березня 1851 року, Я. П. Поклонський показово описував ставлення згадуваного до віршування: «Він … впевнений, що ліричний вірш дурниця, тому що його легко писати…». Літературознавець А. С. Немзер вважає, що Соллогуб, заперечуючи, мав на увазі власну творчість, її зовнішню легкість, висловлюючи справжню любов до поезії.
За час своєї служби на Кавказі у 1850—1856 роках граф опублікував в газеті «Кавказ», крім кореспонденцій, і поетичні твори. Слава Соллогуба-письменника тьмяніла, і саме бажанням його нагадати про себе літературознавець Е. І. Кійко пояснює видання п'ятитомного зібрання його творів (1855—1856).
У цілому дотепи, каламбури та експромти Соллогуба мали достатню популярність. Так, за збереженими свідченнями, ще в 1868 році саркастичні куплети з рефреном «Дякую, не очікував», що належали перу письменника і мали ходіння по Москві, застосовувалися за нагоди. Письменник часто публікувався в газетах. Темою його дотепних нарисів виступало столичне життя, а свої звіти він присвячував музичним концертам і виставам. Соллогуб писав і французькою мовою: крім віршів і п'єс, опублікував в закордонних газетах багато статей. Зокрема, у своїх зарубіжних статтях він вів полеміку з французькими музикантами: предметом суперечок виступала система музичного навчання Шеві, яку він захищав.

#### Спогади
Важливим твором другого етапу творчості стали спогади Соллогуба, які виявилися незакінченими. Початок мемуарам поклали усні розповіді графа, прекрасного оповідача і любителя цієї справи. Ще в 1840-х роках він повідав про дуелі Пушкіна А. Нікітенку. На початку 1850-х років розповіді Соллогуба про Пушкіна почули П. В. Анненков і симбірський поміщик В. П. Юрлов. Через кілька років письменник повідав П. Д. Боборикіну «цілу серію оповідей … про Пушкіна, … Одоевського, Тургенєва, Григоровича, Островського», Гончарова. Потім була доповідь у Товаристві любителів російської словесності, що стосувався знайомства з Пушкіним, Лермонтовим і Гоголем і опублікована П. І. Бартенєвим у «Російському архіві» та окремим відбитком («Гоголь, Пушкін, Лермонтов», 1866). В 1869 році було опубліковано мемуарний нарис Соллогуба «В пам'ять про князя В. Ф. Одоєвського». Перший варіант мемуарів Соллогуб, попередньо прочитавши в «невеликому гуртку», надрукував у 1874 році в газеті «Русский мир». Незакінчені спогади вийшли вже після смерті автора в 1886 році в «Історичному віснику» і в 1887 році окремим виданням.
Мемуари письменника слугують джерелом цінних відомостей про Пушкіна, Гоголя, М. Глінку, Лермонтова, Тургенєва, Достоєвського, Григоровича, Некрасова, Панаєва поряд з багатьма іншими літераторами, музикантами і політичними діячами. Матеріалом для спогадів стало особисте знайомство автора з описуваними людьми і його безпосередня участь у літературному житті. Особливості епохи зумовили те, що в мемуарах автор багато уваги приділяв опису літературних гуртків, салонів і просто віталень, таких як салони Карамзіних, Ростопчиної, Одоєвського, Вієльгорських. Саме музична складова останнього дозволила розповісти про представників російського музичного мистецтва. Не залишилися осторонь і великосвітські салони Петербурга, що належали Воронцовим-Дашковим, Хитрово, Юсуповим, Демидовим, Барятинським. Інтерес являють також мемуарні нариси громадського, літературного, художнього та театрального життя Парижа періоду 1860-х років. Взявши за основу розповіді старших сучасників, Соллогуб створив портрети Потьомкіна, генерала Ланжерона, графа Ю. А. Головкіна, Архарових, Наришкіних, княгині Н. П. Голіциної та інших.
На думку О. В. Кійко, основною перевагою цих спогадів є «вірність історичного колориту»; В. С. Чистова ж робить акцент на щільній насиченості фактичним матеріалом, великому обсягу відомостей на противагу найменш цікавій, на її думку, суб'єктивній складовій мемуарів. Автор «виразно й достовірно» описував літературно-побутову обстановку 1820-1840-х років, іноді з елементами ідеалізації. Протиставлення минулого сучасності у Соллогуба полемічне, при цьому він визнавав і успіхи сучасної йому літератури, і позитивні наслідки соціально-політичних реформ. У той же час спогадами про середину 1850-х — кінця 1870-х років, написаними «з роздратуванням відвертого невдахи», характерні політичний консерватизм, негативне ставлення до змін у російському суспільстві, …необ'єктивність самооцінки".
Цінність мемуарів, спочатку зустрінутих іронічно, була визнана дослідниками вже в кінці XIX століття. Достовірність спогадів як повноцінного історичного джерела була підтверджена зіставленням з іншими джерелами, у першу чергу епістолярною спадщиною. Так, фактичну — поряд з інтерпретаційною — достовірність має низка спогадів про Пушкіна. У той же час спогади, що стосуються Лермонтова, були визнані фрагментарними, і ряд з них було піддано сумніву або зовсім відкинуто.

### Стиль
У повісті «Великий світ» використано популярний у 1830-і роки прийом — «умовний документалізм» у вигляді листа в тілі твору. У центр твору, на думку В. Е. Вацуро, перенесено символічний мотив маскараду, взятий з романтичною традицією. Герої являють собою «маскарад почуттів — умовних, холодних, підроблених, за якими ховається ображене справжнє почуття або розважлива вада». Мотив маскараду використаний і у «Леві», але «у знижено-пародійному плані». В цілому прийом протиставлення, якому автор у своїх світських повістях відводив принципове місце, йде від романтичної традиції цього жанру. Мотив «щастя, що не склалось» Соллогуб багаторазово використовував спочатку для вироблення характеру, а потім вже для формування сюжету («Заметіль»).
Як бідний на сюжети прозаїк, Соллогуб часто вдавався до «повернень»: використання ранніх схем з більш повним їх розкриттям. Намагаючись усунути недолік у своїх творах психологічного змісту, Соллогуб використовував прямий авторський коментар або зовсім застосовував традиційну для світської повісті емоційність.
Світські повісті Соллогуба написані мовою, багато в чому близькому салонному «causerie», або невимушеній розмові у світі. У той же час для спогадів письменник обрав неквапливий і ясний стиль розповіді, при якому літературні портрети змінювалися анекдотами, авторські відступи чергувалися з живими сценками, а ліричні пейзажі перемежовувалися описами реальності.
Серед прийомів, що використовувалися Соллогуб, дослідники також відзначали розповідь від особи умовного автора і від особи героя твору («Собачка» та «Вихованка»), циклізацію оповідань для забезпечення сюжетного «зчеплення» («Тарантас»), специфічні мовні звороти з метою сплести різнорідне (фізіологізм у «Тарантасі»), перехід героїв із твору в твір (Щетинін «Великого світу» у «Ведмеді» тощо), фінали скоромовкою зважаючи на іронію автора над поняттям «розв'язка» і як наслідок — «принципове розмиття» кінцівки, оману і прийом з листом з «Ревізора» («Горбань чи вибір нареченої»), постійні тавтології у промовах героїв з нижчого суспільства («Заметіль»). Особливий тон прозі Соллогуба надають невимушені розмови про знайомі як автору, так і читачу предмети, гра алюзіями та авторські натяки на спільних знайомих, що допомагало знайти спільну мову з читачами. Цю ж мету переслідували характерні для більшості творів письменника посвяти, які писалися, судячи з чернеток, ще до побудови основної композиції. Інтерес не до сюжету, а до процесу оповідання зумовив використання зміни ракурсів, увагу до відтінків і психологічних тонкощів.

### Пісні
Лише кілька віршів із зібрання творів Соллогуба відносилися за жанром до пісні або романсу. У їх число включають вірші «Козацька пісня», «Три серенади» і «Стара пісня» («Забули ви і не стримали слово…»), спочатку опубліковані у збірнику «Тридцять чотири альбомних вірші». Соллогуб був автором популярної серед студентів пісні «Чому ж сон не може…».
На музику було покладено такі твори Соллогуба:
- «Стара пісня» («Забули ви і не стримали слово…») — А. А. Аляб'євим (1860), С. А. Зибіною, К. І. Кеппеном (1872);
- «Де ти, радість…» — Є. Тарновською (1864);
- «Як добре», — сказав старий" — П. О. Козловим (1870);
- «Росія перед ворогами» («Що отуманилась чорними хмарами…») — Р. Шенінгом, виконання відбулося в Тифлісі 2 квітня 1854 року;
- «Серенада» («Під твоїм вікном я тобі співаю…») — А. Рубінштейном (1849), Ст. Кашкиным (1887), Р. О. Коргановым (1889), С. А. Зыбиной (як «Ранкова серенада», 1880);
- «Скажи, про що в тіні гілок…» (Романс Марії Петрівни з водевілю «Біда від ніжного серця») — Н. П. Де-Вітте (1839), А. А. Дерфельдтом (1861), С. А. Зыбиной (1861), О. К. Клемом (1876), Ф. М. Товстим (1851), П. І. Чайковським (1885);
- лібрето «Ундіна» — А. Ф. Львовим (опера, прем'єра 8 вересня 1848 року в Маріїнському театрі);
- «Пісня Ундини» («Водоспад — мій дядько») — М. А. Остроглазовым (1904);
- «Циганка» («Знову хмільних знайомих тішачи..») — П. П. Булаховым (1854), М. В. Бегичевой (1873);
- «Я знаю, я бачу — ти любиш мене» — П. А. Козловим (1878), Б. А. Фитингоф-Шеллем (1858), Ст. Щербачевым (1869);
- «Я не сказав тобі, що я тебе люблю…» — А. С. Аренського (1885), К. К. Бахом (1891), В. А. Зирінгом (1913), Е. А. Любавською, В. С. Муромцевським, А. Ригельманом;
- «Пісня старого» («Ти пам'ятаєш, брате…») — А. А. Аляб'євим;
- «Бабуся-зима» — Н. Брянським;
- «Аллаверди» — Р. Гонсіорським[204][203].

### Доля рукописної спадщини
Переважна частина рукописної спадщини Соллогуба не збереглася. На початку 1960-х у Державній бібліотеці СРСР ім. Леніна зберігалися чорнові начерки лише деяких творів автора, наприклад, «Аптекарки» і невеликого уривка з «Тарантаса». Крім того, за даними 1994 року, там же, у фонді Веневітінових (РДБ. Венев. 65.12. лл. 57-55 про.), перебував на зберіганні чорновий зошит Соллогуба з ранніми редакціями статей, нарисів і повістей («Хабарник», «Іменини» та інші) і записами почутих від різних осіб оповідань (у тому числі анекдот Пушкіна про Павла I). Заповнений у зворотному порядку зошит датовано серединою 1840-х років. Також у Російській державній бібліотеці, ф. 622, к. 1, № 31, зберігся рукопис однієї з перших його віршованих спроб, поеми «Стан».
У середині XX століття в Державній публічній бібліотеці ім. М. Е. Салтикова-Щедріна в архіві В. Ф. Одоєвського було виявлено білий аркуш паперу із зошита, на якому рукою Соллогуба записані скомпонований спільно з Лермонтовим вірш і записка. Там само зберігаються листи самому Одоєвському. Також частина спадщини зберігається в Російському державному архіві літератури і мистецтва, Інституті російської літератури і Російському державному історичному архіві. В особових фондах Рукописного відділу Пушкінського будинку є ряд матеріалів, пов'язаних з Соллогубом (листи і альбоми з його віршами).

## Нагороди
Протягом життя В. О. Соллогуб отримав низку нагород:
- орден Святої Анни 2-й ступеня з Імператорською короною (1854);
- табакерка з діамантами і вензелем Його Імператорської Величності (1858);
- орден Святого Володимира 3-го ступеня (1861);
- орден Святого Станіслава 1-го ступеня (1863);
- орден Святої Анни 1-го ступеня (1866);
- Найвище благовоління (1870);
- орден Святого Володимира 2-го ступеня (1873);
- орден Полярної зірки (1874, Швеція);
- орден Білого орла (1878);
- бронзова медаль «У пам'ять війни 1853—1856 років»;
- орден Лева і Сонця 2-го ступеня з зіркою (Персія)[213].

### Використані джерела
- Абрамович С. Л. Пушкин. Последний год: Хроника: Январь 1836 — январь 1837. — М. : Советский писатель, 1991. — 624 с. — ISBN 5-265-00919-1.
- Алексеев В. И. Тюремная реформа в России 1879 года // Журнал российского права. — М., 2008. — № 9. — С. 127—131.
- Аронсон М., Рейсер С. А. Литературные кружки и салоны. — СПб. : Академический проект, 2001. — 400 с. — ISBN 5-7784-0157-4.
- Бакунин М. А. Собрание сочинений и писем: 1828—1876 / Под ред. Ю. М. Стеклова. — М. : Издательство Всесоюзного общества политкаторжан и ссыльнопоселенцев, 1934. — Т. 1: Догегелианский период: 1828—1837. — 488 с.
- Барсуков Н. П. Жизнь и труды М. П. Погодина / Издание А. Д. и Д. М. Погодиных. — СПб. : Типография М. М. Стасюлевича, 1897. — 560 с.
- Белкина М. И. Водевиль Соллогуба // Водевили. — М. : Гослитиздат, 1937. — С. 1—46. — 184 с.
- Боборыкин П. Д. За полвека (Мои воспоминания). — М.—Л. : Земля и фабрика, 1929. — 383 с.
- Бороздин А. К. Сологуб, граф Владимир Александрович (Соллогуб) // Русский биографический словарь / Изд. под наблюдением председателя Императорского Русского Исторического Общества А. А. Половцова. — СПб. : Типография товарищества «Общественная польза», 1909. — Т. 19. — С. 96—98. — 608 с.
- Валек Н. А. «Через край» В. А. Соллогуба: От светской повести к «роману из современной жизни». — Екатеринбург, 2011. — 21 с.
- Вацуро  В. Э. Беллетристика Владимира Соллогуба [1977 г.] // В. Э. Вацуро. Материалы к биографии / Сост. Т. Селезнева. — М. : Новое литературное обозрение, 2005. — 688 с. — (Филологическое наследие). — ISBN 5-86793-295-8.
- Вацуро В. Э. Избранные труды. — М. : Языки славянской культуры, 2004. — 848 с. — (Классики отечественной филологии). — ISBN 5-94457-179-9.
- Вацуро В. Э. Один из источников «Огородника» // Некрасовский сборник. — Л. : Наука, 1980. — Вип. VII. — С. 106—111.
- Вацуро В. Э. Пушкин в сознании современников // А. С. Пушкин в воспоминаниях современников / Сост. и примеч. В. Вацуро, М. Гиллельсона, Р. Иезуитовой, Я Левкович. — М. : Художественная литература, 1985. — Т. 1. — С. 5—26. — 562 с. — (Серия литературных мемуаров).
- Вацуро В. Э. Устная новелла Пушкина // Записки комментатора. — СПб. : Гуманитарное агентство «Академический проект», 1994. — С. 109—115. — 350 с. — ISBN 5-7331-0007-9.
- Виноградов В. В. Избранные труды: Поэтика русской литературы / Ред. М. Алексеев, А. Чудаков. — М. : Наука, 1976. — 512 с.
- Герштейн Э. Г. Судьба Лермонтова. — М. : Художественная литература, 1986. — 351 с.
- Головачева (Панаева) А. Я. Воспоминания // Исторический вестник. — СПб., 1889. — Т. XXXV, № 2.
- Граф В. А. Соллогуб // Исторический вестник. — СПб., 1882. — Т. IX. — С. 223.
- Граф В. А. Соллогуб (некролог) // Всемирная иллюстрация : журнал. — 1882. — Т. 28, № 713. — С. 167.
- Гр. В. А. Соллогуб // Нива. — СПб., 1882. — № 27. — С. 625—626.
- Гр. Соллогуб Владимир Александрович // Список гражданским чинам первых трех классов. Исправлен по 1-е февраля 1882 года. — СПб., 1882. — С. 180.
- Гр. Соллогуб Владимир Александрович // Список гражданским чинам IV класса. Исправлен по 31 декабря 1858 года. — СПб., 1859.
- Гр. Соллогуб Владимир Александрович // Список гражданским чинам IV класса. Исправлен по 1-е января 1862 года. — СПб., 1862.
- Гр. Соллогуб Владимир Александрович // Список гражданским чинам IV класса. Исправлен по 1-е июня 1866 года. — СПб., 1866.
- Граф Соллогуб Владимир Александрович // Список гражданским чинам первых трех классов. Исправлен по 1-е июня 1878 года. — СПб., 1878.
- Григорьев А. А. Письма / Изд. подг. И. Виттакер, Б. Егоров; отв. ред. И. Птушкина. — М. : Наука, 1999. — 473 с. — (Литературные памятники). — ISBN 5-02-011678-5.
- Взгляд сквозь столетия: (Русская фантастика XVIII и первой половины XIX вв.) / Сост. и автор комм. В. Гуминский. — М. : Молодая гвардия, 1977. — 336 с.
- Дружинин А. В. Повести. Дневник / Изд. подг. Б. Егоров, В. Жданов; отв. ред. С. Рейсер. — М. : Наука, 1986. — 511 с. — (Литературные памятники).
- Журавлева А. И. Русская драма эпохи А. Н. Островского // Русская драма эпохи А. Н. Островского / Сост., общ. редакция А. И. Журавлевой. — М. : Издательство Московского университета, 1984. — С. 6—42. — 464 с. — (Университетская библиотека).
- Заборова Р. Б. Неизвестное стихотворение Лермонтова и В. А. Соллогуба. — Литературное наследство. — М. : Издательство Академии наук СССР, 1952. — Т. 58: Пушкин. Лермонтов. Гоголь. — С. 369—372. — 1059 с.
- Шаблон:Книга:Лермонтовская энциклопедия
- Шаблон:Книга:Лермонтовская энциклопедия
- Записки графини А. Д. Блудовой // Русский архив. — М. : Типография Лазаревского института восточных языков, 1872. — Т. 7—8. — С. 1217—1310.
- Из писем к В. А. Жуковскому // Русский архив. — М. : Типография Лазаревского института восточных языков, 1902. — Т. 7. — С. 436—457.
- Из дружеской переписки гр. А. К. Толстого // Вестник Европы. — СПб., 1905. — № 10. — С. 441—447.
- Инсарский В. А. Записки В. А. Инсарского // Русская старина. — СПб., 1895. — № 1. — С. 92—124.
- Кийко Е. И. В. А. Соллогуб // Повести и рассказы / Сост. Е. Кийко. — М.—Л. : ГИХЛ, 1962. — 388 с.
- Кийко Е. И. Примечания // Повести и рассказы / Сост. Е. Кийко. — М.—Л. : ГИХЛ, 1962. — 388 с.
- Кошелев В. А. Эстетические и литературные воззрения русских славянофилов: (1840—1850-е годы) / Отв. ред. В. Мещеряков. — Л. : Наука, 1984. — 196 с.
- Кулешов В. И. Натуральная школа в русской литературе XIX века. — М. : Просвещение, 1982. — 300 с.
- Лебедев В. Б., Степанов Е. В. В. А. Соллогуб и его роль в реформировании уголовно-исполнительной системы (1870—1874 гг.) // Вестник института. Научно-практический журнал Вологодского института права и экономики ФСИН. Преступление. Наказание. Исправление. — Вологда, 2013. — № 3. — С. 72—77.
- Лебедев В. Б., Степанов Е. В. В. А. Соллогуб и его эксперименты в области организации труда арестантов // Вестник института. Научно-практический журнал Вологодского института права и экономики ФСИН. Преступление. Наказание. Исправление. — Вологда, 2012. — № 1. — С. 82—87.
- Лемке М. Ядринцев Николай Михайлович. — СПб., 1904.
- Личные фонды Рукописного отдела Пушкинского дома: Аннотированый указатель / Сост. и отв. ред. Т. Царькова. — СПб. : Русско-балтийский информационный центр «БЛИЦ», 1999. — 398 с. — (Программа «Российские архивы»). — ISBN 5-86789-030-9.
- Лотман Л. М. Драматургия 60—70-х годов [XIX века] // История русской литературы / Ред. Ф. Я. Прийма, Н. И. Пруцков. — Л. : Наука, 1982. — Т. 3: Расцвет рализма. — С. 446—494. — 877 с.
- Манн Ю. В. Утверждение критического реализма. Натуральная школа // Развитие реализма в русской литературе / Ред. К. Н. Ломунов [и др.]. — Л. : Наука, 1972. — Т. 1: Просветительский реализм. Утверждение критического реализма. — 350 с.
- Масанов И. Ф. Словарь псевдонимов русских писателей, ученых и общественных деятелей. — М. : Издательство Всесоюзной книжной палаты, 1960. — Т. 3: Алфавитный указатель псевдонимов: Псевдонимы русского алфавита: А—И. Псевдонимы латинского и греческого алфавитов. Астронимы. Цифры. Разные знаки. — 557 с.
- Михайлик А. А. Развитие пенитенциарной системы России во второй половине XIX в // Ленинградский юридический журнал. — СПб., 2013. — № 4. — С. 53—59.
- Модзалевский Б. Л. Пушкин: Труды Пушкинского дома при Российской академии наук. — Л. : Прибой, 1929. — 440 с.
- Немзер А. С. Проза Владимира Соллогуба // Повести и рассказы. — М. : Правда, 1988. — 448 с.
- Немзер А. С. Соллогуб Владимир Александрович // Русские писатели. 1800—1917. Биографический словарь / Главный ред. П. А. Николаев. — М. : Большая российская энциклопедия, 2007. — Т. 5: П—С. — С. 722—729. — 816 с. — ISBN 978-5-85270-340-8.
- Немзер А. С. Владимир Соллогуб и его главная книга // Тарантас. Путевые впечатления: Сочинение графа В. А. Соллогуба [Факсимильное издание 1845 года]. — М. : Книга, 1982. — С. 1—21. — 286+55 с.
- Немзер А. С. «Развязка вчерашнего дня — нынешний» // Литературная учеба. — М., 1983. — № 2. — С. 188—193.
- Новые книги // Современник. — СПб., 1851. — № 3. Отд. V. — С. 18—25.
- Ойвин В. Н. (23 листопада 2015). Неизвестная «Ундина» Чайковского прозвучала в зале имени её автора. OperaNews.ru. Процитовано 10 липня 2016.
- Осповат А. Л. Примечания // Три повести. — М. : Советская Россия, 1978. — 288 с. — (Российские повести и рассказы).
- Песни русских поэтов / Вступ. ст., сост., подг. текста, биогр. справки и примеч. В. Гусева. — Л. : Советский писатель, 1988. — Т. первый. — 590 с. — (Библиотека поэта. Большая серия. Издание третье).
- Печников А. П. Теория и практика исполнения уголовного наказания в зарубежных странах (конец XVIII — XIX век) // Юридическая наука. — Рязань, 2012. — № 2. — С. 11—17.
- Печников А. П. Тюремные учреждения российского государства (1649 — октябрь 1917 гг.) : (ист. хроника). — М. : Щит-М, 2004. — 324 с. — ISBN 5-93004-166-0.
- Письма Ап. Григорьева М. П. Погодину 1855—1857 // Ученые записки Тартуского государственного университета. — 1973. — Вип. 306. Труды по русской и славянской филологии. XXI. — С. 353—388.
- Письма к графине С. А. Толстой // Вестник Европы. — СПб., 1908. — Т. 1. — С. 206—240.
- Поэты «Искры» / Вступ. ст., сост., подг. текста и примеч. И. Г. Ямпольского. — Л. : Сов. писатель, 1987. — Т. 1. — 384 с. — (Библиотека поэта. Большая серия).
- Поэты «Искры» / Вступ. ст., сост., подг. текста и примеч. И. Г. Ямпольского. — Л. : Сов. писатель, 1987. — Т. 2. — 464 с. — (Библиотека поэта. Большая серия).
- Рейфман П. С. Стихотворение Лермонтова «Как часто, пестрою толпою окружен» и повесть Соллогуба «Большой свет» // Литература в школе. — 1958. — № 3.
- Розанова С. А. Соллогуб, Владимир Александрович // Русские писатели. Биобиблиографический указатель / Под ред. П. А. Николаева. — М. : Просвещение, 1990. — Т. 2. — С. 241—242.
- Русская повесть XIX века: История и проблематика жанра : [Сб.] / Под ред. Б. Мейлаха. — Л. : Наука, 1973. — 564 с.
- Русская поэзия в отечественной музыке (до 1917 года): Справочник. — М. : Музыка, 1966. — 437 с.
- Словарь членов Общества любителей российской словесности при Московском университете. 1811—1911. — М. : Печатня А. И. Снегиревой, 1911. — 342 с.
- Смирнова-Россет А. О. Дневник. Воспоминания / Изд. подг. С. Житомирская; отв. ред. В. Вацуро. — М. : Наука, 1989. — 790 с. — (Литературные памятники).
- Соллогуб В. А. Воспоминания. — М.-Л. : «Academia», 1931.
- Соллогуб  В. А. Повести. Воспоминания / Сост., подг. текста, вступ. статья, коммент. И. Чистовой. — Л. : Художественная литература, 1988. — 719 с.
- Тургенев И. С. Письма. — 2-е изд., испр. и доп. — М. : Наука, 1987. — Т. 3: 1855—1858. — 704 с. — (Полное собрание сочинений и писем в тридцати томах. Письма в восемнадцати томах).
- Тургенев И. С. Письма. — 2-е изд., испр. и доп. — М. : Наука, 1995. — Т. 9: Июнь 1868 — май 1869. — 480 с. — (Полное собрание сочинений и писем в тридцати томах. Письма в восемнадцати томах). — ISBN 5-02-011449-9.
- Упоров В. И. Пенитенциарная политика России в XVIII—XX вв. : историко-правовой анализ тенденций развития. — СПб. : Юрид. центр Пресс, 2004. — 608 с. — ISBN 5-94201-340-3.
- Фойницкий И. Я. Проект основных положений тюремного преобразования в России // На досуге. Сборник юридический статей и исследований. — СПб., 1898. — Т. I. — С. 205—260.
- Чайковский М. И. Жизнь Петра Ильича Чайковского. — М. : Алгоритм, 1997. — Т. 1.
- Чистова И. С. Беллетристика и мемуары Владимира Соллогуба // Повести. Воспоминания / Сост., подг. текста, коммент. И. Чистовой. — Л. : Художественная литература, 1988. — 719 с.
- Черейский Л. А. Пушкин и его окружение / Отв. ред. В. Вацуро. — 2-е изд., доп. и перераб. — Л. : Наука, 1988. — 544 с. — ISBN 5-02-028016-X.
- Языков Д. Д. Обзор жизни и трудов покойных русских писателей. — СПб. : Типография А. С. Суворина, 1885.
- «Яснополянские записки» Д. П. Маковицкого. Книга вторая: 1906—1907. — Литературное наследство. — М. : Наука, 1979. — Т. 90: У Толстого. 1904—1910. — 688 с.
- Якушин Н. И. Писатель с замечательным дарованием // Повести и рассказы. — М. : Советская Россия, 1988. — 352 с. — ISBN 5-268-00537-5.

#### Література

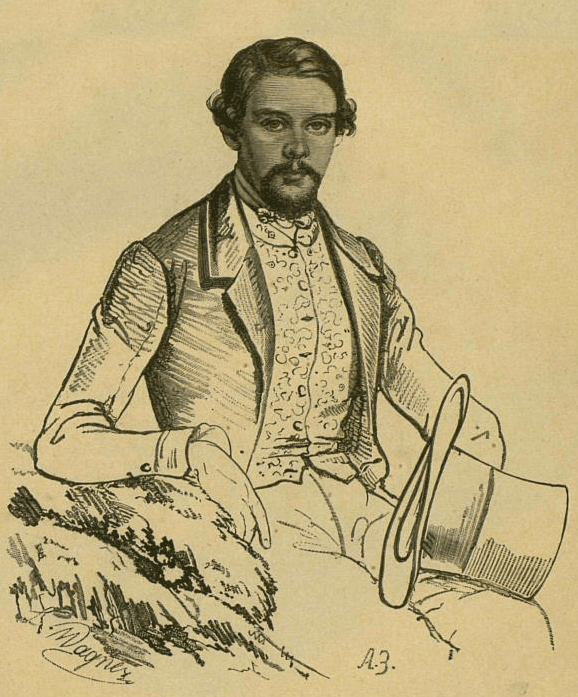
Соллогуб у 1843 році

### Рекомендовані джерела

#### Дослідження
- Грехнев В. А. «Тарантас» Соллогуба // Ученые записки Горьковского института. — 1972. — Вип. 132.
- Грехнев. Творчество В. А. Соллогуба в оценке Добролюбова // Статьи и материалы. — Горький, 1965.
- Грехнев В. А. Творчество В. А. Соллогуба в русской прозе конца 30-х — I половины XIX в. — Горький, 1967.
- Губер. Граф В. А. Соллогуб и его мемуары // Воспоминания. — М.-Л. : «Academia», 1931. — С. 9—123.
- Гуминский В. М. К вопросу о жанре путешествий // Филология. — 1977. — Вип. 5.
- Заборова. Материалы о М. Ю. Лермонтове в фонде В. Ф. Одоевского // Труды Государственной публичной библиотеки. — Л., 1958. — Т. 5 (8). — С. 190—199.
- Кузьминский К. Запутанный вопрос (Об иллюстрациях к «Тарантасу» Соллогуба) // Среди коллекционеров. — М., 1922. — № 1. — С. 48—53.
- Немзер А. С. Повести Соллогуба на фоне романтической традиции // Филология. — 1982. — Вип. 6.
- Поляков А. С. О смерти Пушкина (по новым данным). — Пб. : ГИЗ, 1922. — С. 6—11. — (Труды Пушкинского дома).
- Стасов В. В. Лекция графа Соллогуба [«Об основаниях и применениях русской народной орнаментики»] // Собрание сочинений. — Пб., 1894. — Т. II. — С. 231—236.
- Степанов. Сочинения графа В. А. Соллогуб // Полное собрание сочинений. — Л. : ГИХЛ, 1934. — Т. I. — С. 621—623.

#### Спогади і листи
- Головин К. Мои воспоминания. — Пб., 1908. — Т. I. — С. 185—186.
- Голубцова. Письма графа В. А. Соллогуба к А. С. Пушкину по поводу их дуэли // Отчет имп. Российского исторического музея им. имп. Александра III в Москве за 1913 год. — М., 1914. — С. 107—115.
- Давыдов Н. В. Из прошлого. — М., 1913. — С. 88—89.
- Инсарский. I // Записки. — Пб., 1898. — С. 297—305.
- Корсаков Д. К. Д. Кавелин. Материалы для биографии, из семейной переписки и воспоминаний // Вестник Европы. — СПб., 1886. — № 11. — С. 179—183.
- Оболенский Д. Д. Наброски из воспоминаний // Русский архив. — М., 1895. — № 1. — С. 357—359.
- Соколова А. И. Встречи и знакомства // Исторический вестник. — СПб., 1911. — № 4. — С. 116—124.